# Bechlín
Bechlín (německy Bechlin) je obec v okrese Litoměřice. Je vzdálená sedm kilometrů od Štětí a Roudnice nad Labem. V obci žije přibližně 1 300 obyvatel.

## Název
Název není odvozen ze středněhornoněmeckého výrazu pro potok, ale přivlastňovací příponou z osobního jména Bechla ve významnu Bechlův dvůr. V historických pramenech se objevuje ve tvarech: de Bechlin (1295), Bechlin (1352), in Bechlin (1380), de Biechlina (1385), de Bechlina (1404), na Bechlíně (1615), ve vsi Bechlinie (počátek sedmnáctého století).

## Historie
Zakladatelem vesnice pravděpodobně byl Bechlín z Bakova připomínaný roku 1290 v Ostrovském kodexu kapitulních knih jako Behlin de Bacow. První písemná zmínka o Bechlíně pochází z roku 1295. O vesnici se tehdy dělili vladykové Oldřich z Bechlína, Zachař z Řisut a Byčen z Cítova, jejichž sídly byly poplužní dvory. Rozdělení vsi poté přetrvalo i v dalších staletích.
Cítovskou část v letech 1394–1422 vlastnil Bavor starší z Cítova, který se o ni v období 1409–1422 dělil s Byčenem z Cítova a roku 1422 s Bavorem mladším z Cítova a z Bechlína. Určitý podíl patřil jako věno také Bětce z Cítova, vdově po Byčenovi, a když zemřela, začal vleklý spor o její majetek, který byl ukončen až roku 1457.
Jiný díl vsi patřil koncem čtrnáctého století Janu Bechlínovi z Bechlína, který pocházel z rodu Kinských nebo Rostů z Prahy. On i jeho manželka Bonuše zemřeli roku 1394. Zanechal po sobě nezletilé děti Zikmunda a Annu, jejichž poručníci věnovali bechlínskému kostelu plat určitého sedláka z Bechlína. Zikmund dosáhl dospělosti nejspíše roku 1408 a oženil se s Annou, které věnoval část Bechlína jako věno. Zemřel za husitských válek. Jeho dědici se stali synové Jan, Vaněk, Budivoj a Rudolt. S výjimkou Rudolta roku 1430 bratři zapsali veškerý svůj majetek včetně dvora v Libkovicích Konatovi z Bílovic a Petříkovi z Lejen. Rudolt se po dosažení dospělosti ujal správy svého dílu vsi, ale stejně jako ostatní bratři zemřel bez potomků. O dědictví po něm se roku 1454 rozhořel spor, který jako jediný živý dědic vyhrál Petřík z Lejen.
Majitelem třetího dílu vsi byl roku 1392 Petr Šlechtic z Říčan, který zadržoval desátky určené bechlínskému kostelu, a jejich placení přislíbil až roku 1406. Měl nejspíše dva syny, Jana Šlechtice a Ctibora, kteří v roce 1422 ke kostelu vykonávali podací právo. Jan sídlil v Bechlíně až do poloviny patnáctého století, kdy se postavil na stranu jednoty poděbradské.
V blíže neznámé době byla ve vsi postavena tvrz, založená snad po roce 1493 a poprvé připomínaná roku 1522, kdy ji spolu s beřkovickým dílem vsi získal Jan Beřkovský ze Šebířova († 1544). Po něm panství deset let spravoval Šebestián Beřkovský, ale roku 1554 došlo k dělení majetku, při němž Bechlín připadl jeho bratrovi Vilému Beřkovskému ze Šebířova, který tvrz pravděpodobně obnovil. Vilém zemřel roku 1585 a Bechlín zdědil synovec Mikuláš Beřkovský, mladší syn Vilémova bratra Radslava III. ze Šebířova. O deset let později zdědil také Beřkovice, k nimž Bechlín opět připojil. V roce 1597 Mikuláš dolnobeřkovické panství prodal Zikmundovi Belvicovi z Nostvic. Patřila mu větší část Bechlína s tvrzí, zatímco menší díl byl součástí hornobeřkovického panství, tehdy zvaného běškovické.
Nepotřebná tvrz v první polovině sedmnáctého století zanikla. V devatenáctém století z ní zůstával jen sklep, ale i ten byl roku 1871 rozebrán a stavební materiál byl použit při stavbě stodol. Stávala snad v blízkosti usedlosti čp. 94.
Znak a vlajka byly obci uděleny rozhodnutím předsedkyně Poslanecké sněmovny Parlamentu České republiky dne 12. července 2023.

## Přírodní poměry
V šedesátých letech dvacátého století probíhal průzkum hydrogeologických poměrů České křídové pánve. V jeho rámci byl u Bechlína proveden vrt, který v hloubce 1204–1250 metrů v permokarbonských sedimentech zachytil zdroj silně mineralizované chlorido-sodné jodové železnaté vody se zvýšeným obsahem lithia a barya. Podle analýzy z roku 1967 voda obsahovala celkem 64,2 g·l−1 rozpuštěných minerálních látek. Ve vodě tehdy bylo kromě jiných prvků rozpuštěno 19 908 mg·l−1 sodíku, 36 797 mg·l−1 chloru, 1 586 mg·l−1 vápníku, 1 599 mg·l−1 hořčíku, 163,9 mg·l−1 železa, 5,3 mg·l−1 jodu, a 9,4 mg·l−1 lithia.

## Obyvatelstvo
|                                                       | 1869 | 1880 | 1890 | 1900 | 1910 | 1921 | 1930  | 1950 | 1961 | 1970 | 1980 | 1991 | 2001 | 2011 | 2021 |
| ----------------------------------------------------- | ---- | ---- | ---- | ---- | ---- | ---- | ----- | ---- | ---- | ---- | ---- | ---- | ---- | ---- | ---- |
| Obyvatelé                                             | 852  | 864  | 888  | 940  | 997  | 978  | 1 054 | 842  | 869  | 765  | 717  | 684  | 695  | 682  | 754  |
| Domy                                                  | 143  | 151  | 160  | 161  | 165  | 176  | 220   | 229  | 355  | 217  | 198  | 241  | 248  | 255  | 265  |
| Data z roku 1961 zahrnují domy místní části Předonín. |      |      |      |      |      |      |       |      |      |      |      |      |      |      |      |

## Památky v obci

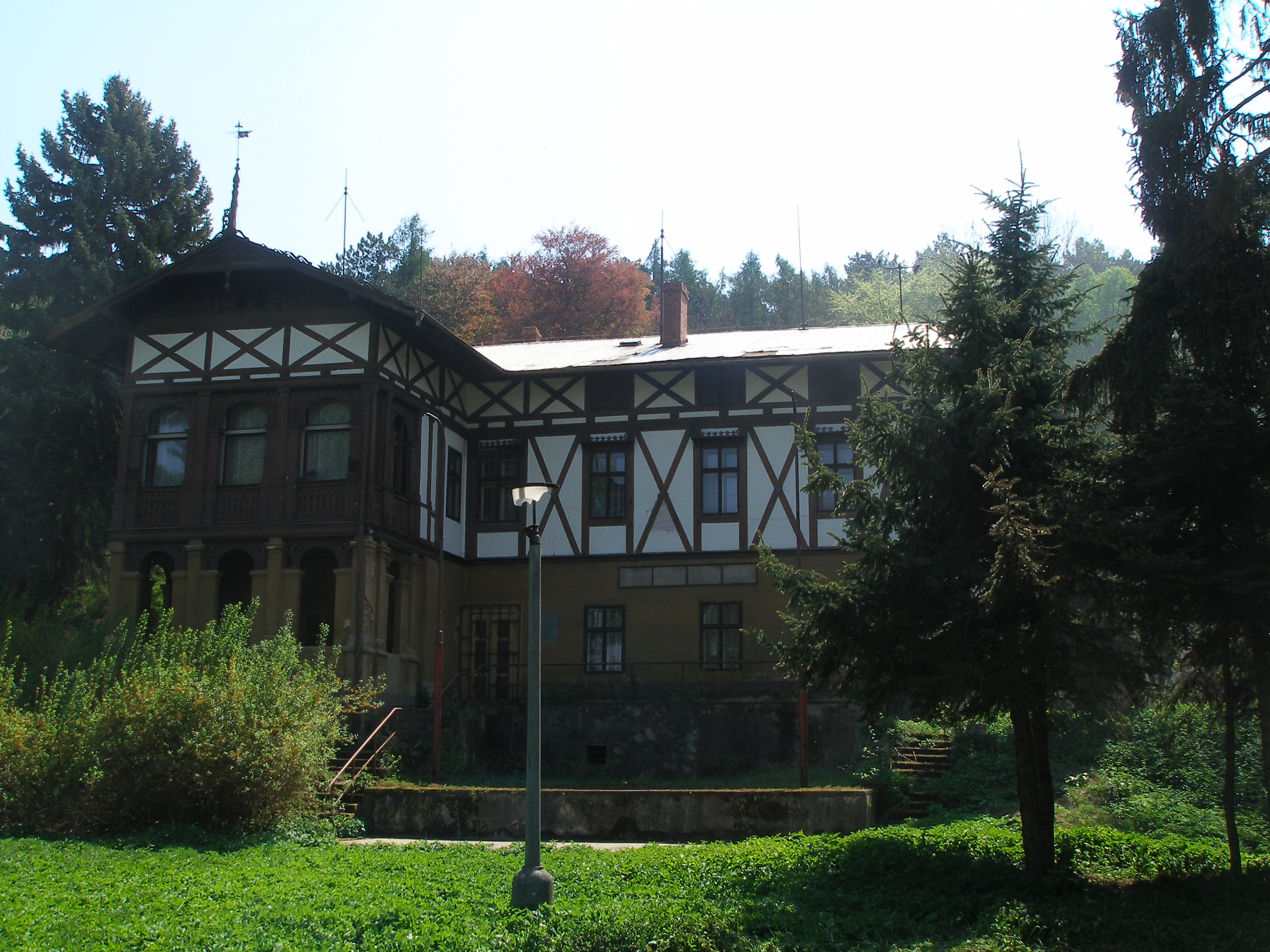
Vila Augustina Švagrovského

- Nejstarší památkou ve vsi je kostel svatého Václava a zvonice, jehož základy jsou ze 12. století. Po požáru v roce 1666 byl kostel znovu postaven v barokním slohu.
- Další památka je pseudorenesanční vila Augustina Švagrovského (vila Švagrovských) s hrázděným patrem, kterou vybudoval Jan Zeyer, bratr básníka Julia Zeyera. Také zde často pobýval Jan Neruda, který zde psal fejetony a napsal tu sbírku Písně kosmické (trávil čas na bechlínské hvězdárně).[13]
- Bechlínská škola je podle dostupných informací jednou z nejstarších v litoměřickém okrese. První vyučování začalo 9. října 1786.[13] Po dlouhých jednáních byla stará škola zbourána a nahrazena novou, která byla v roce 1927 vystavěna na novém místě a funguje dodnes.

## Místní části
- Bechlín (včetně osady Benzínov)
- Předonín